# 大村喜前
大村 喜前（おおむら よしあき）は、安土桃山時代から江戸時代初期にかけての大名。肥前国大村藩の初代藩主。大村純忠の長男。母は西郷純久の娘。正室は有馬義純の娘。子に大村純頼。官位は従五位下・丹後守。諱は嘉前とも表記される。

## 経歴
永禄12年（1569年）、キリシタン大名大村純忠の嫡男として誕生した。天正15年（1587年）3月からの豊臣秀吉の九州征伐の際には、病床の父に代わって19歳の喜前が秀吉の下に代参陣し、5月初頭に泰平寺（薩摩川内市）で対面して旧領安堵の朱印状を受けた。また、同年5月18日の父の死により家督を相続した。またこの年、松浦鎮信の嫡子久信に妹の松東院を嫁がせ、化粧領として所領を分与している。
文禄元年（1592年）からの文禄・慶長の役にも出陣した。平壌まで進出し、忠州の戦いや順天城の戦いなどに戦いに参加している。慶長4年（1599年）、豊臣姓を下賜されている。
慶長3年（1598年）の豊臣秀吉の死去後、政情不安に備えて玖島城の築城に着手し、翌慶長4年（1599年）には早くも三城城から居城を移した。
慶長5年（1600年）の関ヶ原の戦いでは、松浦鎮信が、同じ肥前の喜前、有馬晴信、五島玄雅を誘い、神集島に集まって自身らの去就を話し合った。この四氏は先の文禄・慶長の役では小西行長配下の第一軍として戦った仲であった。喜前の意見が採られ、四氏は徳川家康の東軍に加担することとなった。喜前は西軍についた小西の南肥後国の領土を攻める軍に、家臣を派遣している。東軍の勝利により所領を安堵されたが、戦後に転封の話もあったが取り止めとなっている。
喜前は父と同じくドン・サンチョの洗礼名を持つキリシタンであったが、天正15年（1587年）に豊臣秀吉が発令した「バテレン追放令」を受けて領内から宣教師を追放し、朝鮮出兵以来、領内に禁制を布いていた。自身は個人的信仰については明言していなかったが、慶長5年2月19日（1600年）にキリシタンであった室が死去した際は、教会に墓所を作っている。その後、熱狂的な日蓮宗徒であった肥後の大名加藤清正の薦めもあって、あるいは長崎が没収されて幕府直轄とされたがこれがジョアン・ロドリゲスの策謀ではないかと疑ったとか、日本人司祭トマス荒木が宣教師は外国侵略の尖兵だ等の讒言をしたため嫌悪するようになったなど、理由には諸説あるものの、慶長7年（1602年）、公然とキリスト教を棄てて日蓮宗に改宗した。それに伴って『大村家記』で邪教と名指しされるキリスト教を領内から駆逐すべく、キリシタンに対して厳しい取締りを始めた。領内に多くあった教会はすべて破棄された。これに妹の松東院や、当時はキリシタンであった純頼は反対したが、後には幕府の禁制となったため、従う他なかった。
慶長12年（1607年）には徳川家康の許しを得て、財源確保と藩主権力強化のために「御一門払い」と呼ばれる一門の領地没収を強制的に実行している。ただし一門の内、自身の近親者はそのままとなっている。
大坂の陣では大村氏は徳川方として参戦し、長崎の警備や豊臣氏残党の追捕を務めた。
キリスト教から離れる一方で、慶長13年（1608年）に大村家の菩提寺として建立した本経寺など、領内に多数の寺院を建立している。
慶長19年（1614年）、幕府は禁教令を出した後に本多正純を大村に派遣して、現地の状況を確認させているが、その際、喜前は事情通として説明役を務めている。
元和元年（1615年）春に病を理由に、家督を嫡子の純頼に譲った。元和2年（1616年）8月8日に大村で没した。48歳。本経寺に葬られた。迫害を恨んだキリスト教徒によって毒殺されたとも言われている。
天正少年使節の副使・千々石ミゲルは従兄弟にあたるが、千々石が棄教したのちも迫害を加えたという話がイエズス会の書簡に残る。ただし迫害を加えた理由はわからず、そもそも日本側の史料では未詳である。

## 玖島城
喜前は朝鮮出兵に参陣しているが、慶長の役の順天城の戦い（1598年）では、喜前を含む小西行長、松浦鎮信、有馬晴信、五島玄雅の日本軍の五大名は、3倍以上の兵力を有する明・朝鮮軍を撃退している。この三方が海に面した順天城を参考にして、玖島城の築城場所は選ばれたとされる。
現在では、城址全体が大村公園として整備され桜や菖蒲などの花で親しまれ、本丸には大村神社本殿横に「中祖　大村喜前公遺徳碑」が、幕末の藩主大村純煕公の像と並んで建立されている。

## 系譜
父母
- 大村純忠（父）
- おえん ー 西郷純久の娘（母）

正室
- 有馬義純の娘

子女
- 大村純頼（長男）生母は正室
- 大村新太郎
- 松浦隆信継室
- 大村公頼[10]室
- 福田兼則[11]室
- 大村純茂[12]室
- 大村敏武室